# Milka Duno
Milka Beatriz Duno-Olivero (Caracas, 22 de abril de 1972) es una piloto de carreras venezolana, que compitió en las Series IndyCar y Nascar. Se la conoce por obtener el puesto más alto para una mujer en las 24 Horas de Daytona.
Su carrera comenzó de forma tardía, ya que empezó a competir a los 24 años, y su experiencia previa en automovilismo era sobre todo académica. Curso estudios de Ingeniería Naval en el Instituto Universitario Politécnico de las Fuerzas Armadas (IUPFAN, hoy UNEFA) y realizó especializaciones en Desarrollo Organizacional y Economía Empresarial en la Universidad Católica Andrés Bello de Venezuela. En España, de manera simultánea, curso estudios de postgrado en Arquitectura Naval, Acuicultura y Negocios Marítimos. 

## Inicios en el automovilismo
Comenzó su carrera como piloto en 1996, en el campeonato GT de Venezuela, finalizando segunda. En 1998, Duno termina en cuarto puesto en la Copa Porsche Carrera Venezuela.
En 1999 se muda a los Estados Unidos para seguir cursando estudios y competir en la Barber Dodge Pro Series. Fue la primera mujer en ganar una Ferrari Challenge Race en Estados Unidos y fue campeona de la monomarca Panoz GT Series.
En el año 2000, Duno hizo su debut en la American Le Mans Series, siendo la primera mujer que obtuvo un podio en esa categoría. En 2001 debuta en las 24 Horas de Daytona y en 2002 debuta en las 24 Horas de Le Mans.
Entre 2001 y 2003, Milka Duno compite en las válidas europeas de la Nissan World Series, convirtiéndose en la primera mujer en obtener puntos. En 2001, obtiene el segundo lugar en el campeonato de pilotos de la clase LMP675 de la American Le Mans Series, ganando en cuatro carreras en esa fase incluyendo Petit Le Mans. En 2004, repitió victoria en Petit Le Mans en esa clase.
En 2004, Duno decide competir a tiempo completo en la Grand-Am Rolex Sports Car Series, con la escudería Howard-Boss conduciendo un Riley-Pontiac. Ese año terminó sexta en el campeonato; ganó dos carreras en Homestead y , lo cual la convierte en la primera mujer en ganar una competición de carácter internacional en Norteamérica. En 2005 continuó en el equipo, donde obtuvo un triunfo en Mont-Tremblant. Pasó a la escudería SAMAX en 2006. Para el año 2007, compite en las 24 Horas de Daytona haciendo equipo con Ryan Dalziel, Darren Manning, y su compañero de equipo Patrick Carpentier; su segundo lugar en la prueba la convirtió en la mujer que ha llegado más lejos en la historia de la competición. En los cuatro años en la Grand-Am, obtuvo tres victorias y siete podios.

## IndyCar

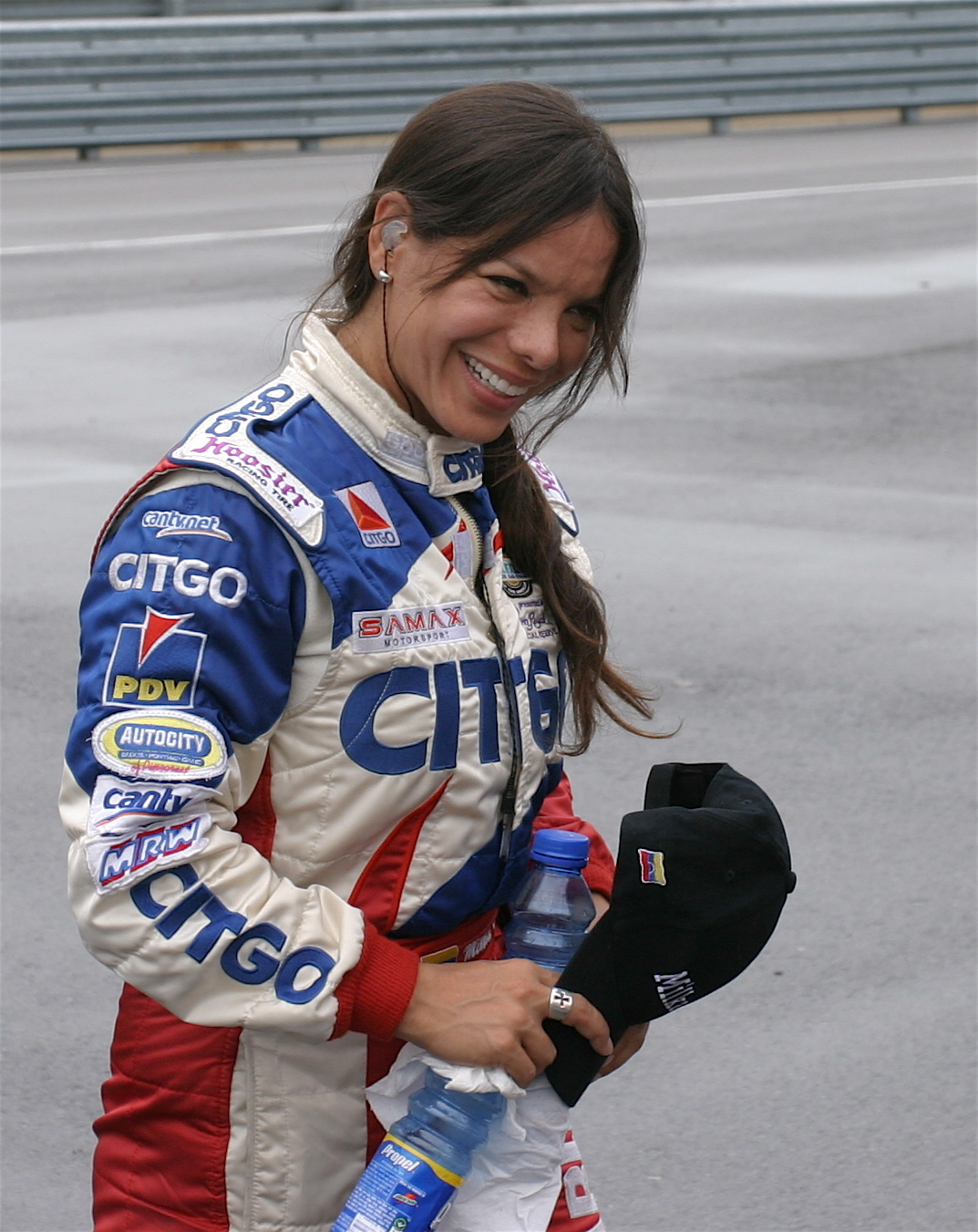
Milka Duno en 2006, como piloto de IndyCar Series

El 14 de diciembre de 2006, Larry Cahill anuncia que ha contratado a Milka Duno en su escudería (Cahill Racing) para correr en la Indy Racing League edición 2007. Por diversas circunstancias el equipo no pudo participar, pero el 23 de marzo de 2007 se anuncia la compra del equipo por parte de la escudería de Milka en la Grand Am Series, SAMAX Motorsport, con el patrocinio de la empresa venezolana Citgo para competir en diez válidas de la Indy Car Series, incluyendo las 500 Millas de Indianápolis. Milka Duno no correría en la Grand Am Series.
El 27 de abril de 2007, Duno supera las pruebas de pilotaje en Kansas Speedway. Dos días después, debuta en la IndyCar Series en el Kansas Lottery Indy 300, en donde por primera vez tres mujeres compiten en una misma categoría: Duno, Danica Patrick y Sarah Fisher. En esa carrera Duno tuvo problemas con la carrocería, por lo que termina en el puesto Nº 14.
En mayo de 2007, Duno compite en las 500 Millas de Indianápolis, después de clasificar exitosamente y siendo uno de los dos novatos en competencia. Sin embargo, Duno estrella su vehículo contra la barda, por lo que termina en la posición Nº 31 luego de 63 vueltas.
En el año 2008, SAMAX opta por no competir en la IndyCar, así que Duno firma contrato con la escudería Dreyer & Reinbold Racing por 11 carreras y el patrocinio de Citgo, junto con su compañero de equipo Buddy Rice, Townsend Bell fungiría de tercer piloto.
Ese año, Milka Duno estaba colaborando con la filmación de la película Speed Racer, de las hermanas Wachowski, por lo que no pudo participar en la carrera Meijer Indy 300 en Kentucky Speedway. La Película se estrenó el 9 de mayo, un día antes de las prácticas libres del Indy 500 de ese año, así que Milka pudo participar en la carrera del día siguiente dado que el evento se suspendió por lluvia. Duno terminó en el puesto Nº 19, el puesto más alto para una mujer (Danica Patrick terminó en el puesto 22, pero Milka fue la única que pudo terminar la carrera).
En el año 2009, Milka renueva contrato con Dreyer & Reinbold Racing, esta vez para nueve carreras. Su mejor puesto fue de decimosexta, y terminó en el puesto 24 de la competición de pilotos.
En el 2010, Milka cambiaría de escudería, ahora compite para la escudería Dale Coyne Racing. No sería la única venezolana en pista, puesto que su compatriota Ernesto José Viso competiría en esa categoría.
Milka está ahora haciendo otra transición histórica - de IndyCar para las carreras de “Stock car” - y en 2013 compitió en su primera temporada completa de carreras de stock car en la Serie ARCA Racing. En la misma terminó en la séptima posición en la Clasificación de pilotos y se convirtió en la segunda mujer piloto en lograr alcanzar en dicha clasificación, la posición más alta en los 61 años de historia de la Serie ARCA.
Durante la temporada de 21 carreras de la Serie ARCA de 2013, Milka logró hacer la pole en la carrera celebrada en el Talladega Superspeedway, finalizando dos veces entre los 10 primeros y trece veces entre los quince primeros. En la carrera celebrada en Daytona como parte del Campeonato ARCA 2013,  Milka clasificó en la segunda posición y tomó el liderazgo en la primera vuelta.

## NASCAR
NASCAR es una categoría de carreras automovilistas de carácter comercial que goza de una gran popularidad en los Estados Unidos. Su Siglas en inglés de National Association for Stock Car Auto Racing ("Asociación Nacional de Carreras de Automóviles de Serie"). En el año 2014 la piloto venezolana Milka Duno firmó un contrato con el equipo RAB Racing que la convertirá en la primera hispana que corre en la categoría Nationwide Series de NASCAR o NASCAR Xfinity Series, la segunda más importante de NASCAR. 
En esta categoría Nationwide Series de NASCAR o NASCAR Xfinity Series debería disputar un máximo de siete carreras, la piloto tuvo como expectativa optar al premio Novato del Año previsto para la siguiente temporada, en la que podría disputar todas las carreras.
Participó en la división ARCA del Campeonato NASCAR para autos “stock”, siendo su última temporada completa la del 2013, terminando en el séptimo puesto.

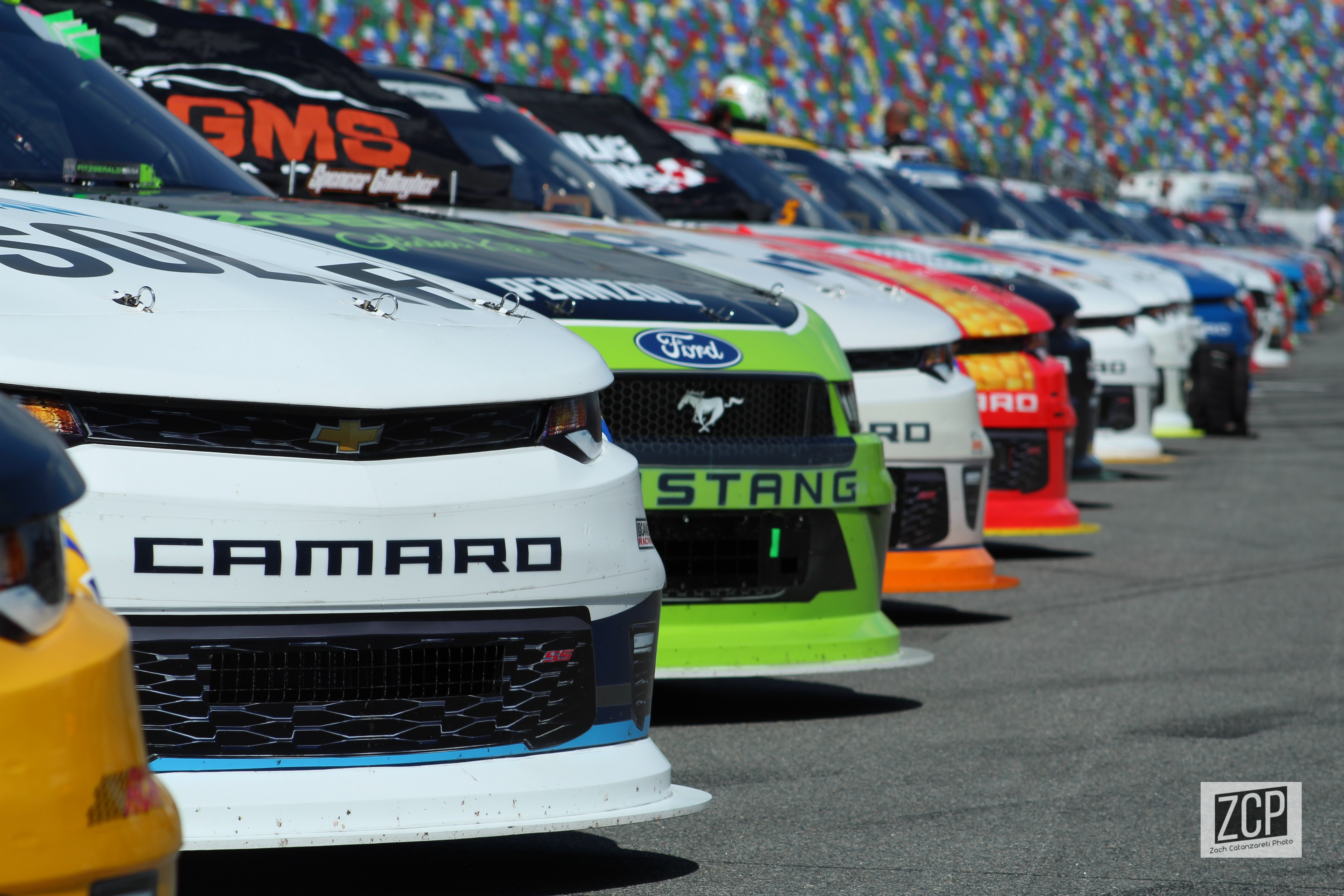
Carros NASCAR

Sus últimas competiciones fueron en el año 2014, al quedar el equipo donde participaba fuera del top 30. Según el procedimiento de eliminación de la contrarreloj de NASCAR, al finalizar la primera ronda de clasificación, se determinan los 40 autos elegibles para las posiciones iniciales 1-40. El auto figuraba en el puesto 45 en la tabla.

## Actividades fuera de la pista
En el año 2008, Milka Duno realizó un cameo en la adaptación para cine del animé Speed Racer (Meteoro), dirigido por las hermanas Wachowski. Tiempo después, escribiría un libro autobiográfico llamado ¡Corre, Milka, Corre!, en el que cuenta su experiencia en las pistas.
Milka Duno ocupa su tiempo libre en actividades a beneficio de jóvenes desescolarizados.
En el 2010  Milka Duno fue elevada al Salón de la Fama del Deporte Latinoamericano Internacional en la edición 35 que se realiza anualmente, la ceremonia fue realizada en Laredo, Texas. Duno se convierte en la primera venezolana en recibir tal distinción.